# آریادنا چاسوفنیکووا
آریادنا چاسوفنیکووا (قزاقی: Ариадна Леонидовна Часовникова; Ariadna Leonidovna Chasovnikova; ۸ نوامبر ۱۹۱۸ – ۱۹ اوت ۱۹۸۸) مهندس شیمی، سیاستمدار اهل جمهوری شوروی سوسیالیستی قزاقستان بود. وی بین سال‌های ۱۹۴۱ تا ۱۹۷۸ میلادی فعالیت می‌کرد.
وی همچنین برندهٔ جوایزی همچون نشان پرچم سرخ کار و نشان برجسته افتخار شده‌است.